# Nationalpark Teniente Agripino Enciso
Der Nationalpark Teniente Agripino Enciso liegt im Departamento Boquerón an der Ruta Transchaco in Paraguay, rund 700 km von Asunción entfernt. Er wurde 1980 gegründet und hat eine Fläche von 442 km².

## Klima
Die heißesten Monate sind Oktober bis Februar mit maximalen Durchschnittstemperaturen von 34–35 °C, die kühlsten Monate sind Juni bis August mit minimalen Temperaturen von 13–14 °C. Die Monate mit dem höchsten Niederschlag liegen zwischen November und März mit 95–140 mm, die Monate mit dem geringsten Niederschlag sind Juni bis September mit 10–25 mm. Zwischen September und Dezember kommt es zu Überschwemmungen. Die jährliche Niederschlagsmenge beträgt 835 mm.

## Fauna
Zur Fauna im Nationalpark gehören Jaguar, Puma, Jaguarundi, Ozelot, Tapir, Großer Ameisenbär, Gürteltiere und drei Pekariarten, darunter das bis 1975 für ausgestorben gehaltene Chaco-Pekari, sowie Reptilien wie Kaimane, Klapperschlangen, Grüner Leguan und Schildkröten. Aufgrund der relativen Einförmigkeit des Habitats des oberen Chaco ist der Artenreichtum unter den Vögeln sehr begrenzt. Es gibt im Park Geier, Blaustirnamazonen sowie einen reichlichen Bestand an Mönchssittichen. Sehr verbreitet sind außerdem die Rosa Tarantel (Grammostola rosea) und Schmetterlinge.

## Flora
Die Vegetation besteht hauptsächlich aus dickem, dornigem Chaco-Wald mit niedrigem Kronenschluss und offenem Unterwuchs. Hier wächst auch der als Flaschenbaum bezeichnete samuhú.

## Weitere Fakten
Der Nationalpark Teniente (deutsch: Leutnant) Agripino Enciso ist nach einem Helden des Chaco-Kriegs benannt. Er ist der am leichtesten zugängliche Nationalpark im Chaco, weist aber nur sehr geringe Besucherzahlen auf. Durch den Park führt ein zwei Kilometer langer kreisförmiger Wanderpfad, der Rest ist mit einer Machete zu erkunden. Es gibt ein Besucherzentrum sowie eine Gemeinschaftsunterkunft für 20 Personen. Das Zelten ist auch möglich, dafür muss jedoch vorab eine Genehmigung von der Umweltbehörde SEAM eingeholt werden.